# Walter H. Schottky
Walter Hermann Schottky (23 de julio de 1886, Zürich, Suiza-4 de marzo de 1976, Pretzfeld, Alemania Occidental) fue un físico alemán que desempeñó un papel importante en el desarrollo de la teoría de los fenómenos de emisión de iones y electrones, inventó la pantalla de la red de tubo de vacío en 1915 y la válvula termoiónica tetrodo en 1919 mientras trabajaba en Siemens.
En colaboración con Erwin Gerlach, co-inventó el micrófono de cinta en 1924. La idea era que una cinta muy fina suspendida en un campo magnético pudiera generar señales eléctricas. Esto condujo a la invención del altavoz de cinta usándolo en el orden inverso, pero no fue práctico hasta que los imanes permanentes de alto flujo estuvieron disponibles a fines de la década de 1930. En 1938, Schottky formuló una teoría para predecir el efecto Schottky, que ahora se utiliza en los diodos Schottky. 
Fue galardonado en 1936 con la medalla Hughes, concedida por la Royal Society «por su descubrimiento del efecto Schrot en la emisión termoiónica y su invención del tetrodo de pantalla de red y de un método superheterodino de recibir señales inalámbricas». El efecto Schrot describe las variaciones espontáneas de alto desempeño en tubos de vacío, y fue bautizado así por Schottky, y que literalmente es el "pequeño efecto disparo".
En 1964 recibió el Anillo Werner von Siemens en honor a su pionera labor en el desarrollo físico para la comprensión de muchos fenómenos que dieron lugar a numerosas e importantes aparatos técnicos, entre ellos amplificadores de tubo y semiconductores. 
Su padre era el matemático Hermann Schottky Friedrich (1851-1935). Llevan su nombre el efecto Schottky, el defecto Schottky, la barrera Schottky, el contacto Schottky y la anomalía Schottky.

## Controversia
La invención del superheterodino se suele atribuir a Edwin Armstrong. Sin embargo, Schottky publicó un artículo en Proc. IRE donde se demuestra que también había inventado ya algo parecido en Alemania en 1918. El francés Lucien Lévy había presentado una reclamación antes que Armstrong o Schottky, y finalmente su patente fue reconocida en los EE. UU. y Alemania.